# Antipodocottus
Antipodocottus és un gènere de peixos pertanyent a la família dels còtids.

## Taxonomia
- Antipodocottus elegans (Fricke & Brunken, 1984)[2][3]
- Antipodocottus galatheae (Bolin, 1952)[4][5][6]
- Antipodocottus megalops (DeWitt, 1969)[7]
- Antipodocottus mesembrinus (Fricke & Brunken, 1983)[8][9][10][11][12][13]